# Scodiomima afghana
Scodiomima afghana là một loài bướm đêm trong họ Geometridae.